# Melendi
Ramón Melendi Espina (Oviedo, 21 gennaio 1979) è un cantante spagnolo di musica pop.

## Biografia
Nel 2001 si unì a un gruppo chiamato El bosque de Sherwood con cui poco dopo registrò 3 brani: Sin noticias de Holanda, El informe del forense e Vuelvo a traficar.
Nel febbraio del 2003, pubblicò il suo primo disco da solista, Sin noticias de Holanda. In occasione della Vuelta a Espana del 2004, fu scelta la canzone Con la luna llena come inno ufficiale. Nel maggio dello stesso anno effettua un piccolo tour per la Spagna e vince un Disco d'Oro.
Nel 2005 pubblica il secondo album da solista, Que el cielo espere sentao e riceve 6 Dischi di Platino.
Mientras no cueste trabajo viene pubblicato il 13 novembre 2006.
Ha fondato e dirige lo studio di registrazione Blue Donkey Music, di sua proprietà.
Nel 2008 è uscito il primo single tratto dal nuovo album Curiosa la cara de tu padre, intitolato Un violinista en tu tejado.
Il 17 marzo 2009, in contemporanea con l'inizio del suo nuovo tour, è stato pubblicato un doppio CD, Aún más curiosa la cara de tu padre, che include l'ultimo album più un CD extra con alcuni inediti.

## Discografia
- Sin Noticias De Holanda (2003)
- Que El Cielo Espere Sentao (2005)
- Mientras No Cueste Trabajo (2006)
- Curiosa La Cara De Tu Padre (2008)
- Volvamos A Empezar (2010)
- Lagrímas Desordenadas (2012)
- Un alumno más (2014)
- Quítate las gafas (2016)
- Ahora (2018)
- 10 20 40 (2019)

## Collaborazioni
- José Avilés Bas: Volveremos Real Oviedo (2013)
- Los Chunguitos: Con la luna llena (2004)
- Pablo Moro: María (2005)
- Algunos Hombres Buenos: Salta (2006)
- Seguridad Social: Quiero tener tu presencia (live, unedited)
- Belo: Al gallo que me cante (live, unedited)
- Un tributo a Brasil: Adiós tristeza
- Rasel Mil razas (2007)
- Guaraná: De lao a lao (2008)
- Pignoise: Estoy enfermo (2009)
- Fernando Tejero: So payaso (2010)
- Porretas: Dos pulgas en un perro (2011)
- Juanes: Me enamora (2011; live, unedited)
- Mojinos Escozíos y Ariel Rot: Al carajo (2011)
- Pablo Motos: Marco (2011)
- Malú: El apagón (2011) (live, unedited)
- Leonel García: Para empezar (2011; live, unedited)
- Pablo Alborán, Dani Martín, Malú, Carlos Baute, Rasel y La Dama: Cuestión de prioridades por el cuerno de África (2012)
- Malú: Amigo (2012)
- Lolita Flores: Arriba los corazones, by Antonio Flores (live, unedited)
- Malú: Con solo una sonrisa (live, unedited)
- La Dama: Corazón de peón (live, unedited)
- Rasel: Por qué (2013)
- La Dama: Estrella fugaz (2014)
- Margarett: Por ti (2014)
- Laura Pausini: Entre tú y mil mares (2014)
- Antonio Orozco, Manuel Carrasco, Malú, Alejandro Sanz: Mi Héroe (2016)
- Ha*Ash: Destino o casualidad (2017)
- Carlos Vives: El Arrepentido (2018)